# Fronteira Albânia–Macedónia do Norte
A fronteira entre a Albânia e a Macedónia do Norte é a linha que se estende por 151 km, na direção norte-sul, fiando a leste da porção mais central da Albânia. Separa esse país do território da Macedónia do Norte, ficando assim entre dois grupos de muçulmanos albaneses étnicos: os da própria Albânia e o aqueles dessa minoria que vivem no oeste e norte da Macedónia do Norte.
O limite norte dessa fronteira é o ponto tríplice entre os dois países e o Kosovo, nas proximidades do Monte Korab na Macedónia do Norte. Mais para o sul a fronteira passa pelo lago Ohrid, nas margens do qual fica a cidade macedônia de Ohrid, terminando na tríplice fronteira Albânia-Macedónia do Norte-Grécia que fica no Lago Prespa.
Antes da dissolução da Iugoslávia em 1991 essa fronteira era apenas a porção sul de uma fronteira 2,5 vezes mais longa, aquela entre Albânia e Iugoslávia, que ia do lago Prespa até ao litoral do Mar Adriático, hoje entre a Albânia e o Montenegro;
A fronteira atual data do estabelecimento de relações formais entre a recém-independente Macedônia (como a 'Antiga República Iugoslava da Macedônia') e a atual República da Albânia, quando a primeira proclamou sua independência da República Socialista Federal da Iugoslávia em 1991. A Albânia reconheceu rapidamente o novo Estado e assinou tratados de reconhecimento estabelecendo a fronteira entre os dois países na mesma área que anteriormente era a fronteira entre a Albânia e a República Socialista da Macedônia quando esta era uma república constituinte da Iugoslávia.